# Rubrobacter marinus
Rubrobacter marinus es una especie de bacteria grampositiva del género Rubrobacter. Fue descrita en el año 2020. Su etimología hace referencia a marino. Es aerobia e inmóvil. Tiene un tamaño de 0,7-1 μm de ancho por 1-4 μm de largo. Catalasa y oxidasa positivas. Temperatura de crecimiento entre 20-37 °C, óptima de 28 °C. Forma colonias circulares, convexas, lisas y de color rosa claro tras 14 días de incubación. Tiene un genoma de 4,42 Mpb y un contenido de G+C de 69,1%. Se ha aislado de sedimentos marinos a 3448 metros de profundidad en el mar de la China meridional.